# Adelurola amplidens
Adelurola amplidens är en stekelart som först beskrevs av Fischer 1966.  Adelurola amplidens ingår i släktet Adelurola och familjen bracksteklar. Inga underarter finns listade i Catalogue of Life.